# یواس‌اس داگلاس ای مونرو (دی‌ای-۴۲۲)
یواس‌اس داگلاس ای مونرو (دی‌ای-۴۲۲) (به انگلیسی: USS Douglas A. Munro (DE-422)) یک کشتی بود که طول آن ۳۰۶ فوت (۹۳ متر) بود. این کشتی در سال ۱۹۴۴ ساخته شد.